# Rupert Sheldrake
Pour les articles homonymes, voir Sheldrake.
 (juin 2014).
Si vous disposez d'ouvrages ou d'articles de référence ou si vous connaissez des sites web de qualité traitant du thème abordé ici, merci de compléter l'article en donnant les références utiles à sa vérifiabilité et en les liant à la section « Notes et références ».
Rupert Sheldrake (né le 28 juin 1942), est un chercheur en biochimie, physiologie et parapsychologie anglais. Depuis 1981 ses écrits sont essentiellement centrés sur son concept de « résonance morphique ».
Ses recherches incluent des thèmes comme le développement et le comportement chez les animaux et les végétaux, la télépathie, les perceptions extrasensorielles et la métaphysique. Les idées de Sheldrake ont suscité des critiques au sein de la communauté scientifique.

## Biographie
Sheldrake, né et élevé à Newark-on-Trent dans le Nottinghamshire, reçoit son éducation secondaire au Workshop College puis étudie la biochimie au Clare College à Cambridge, et obtient son diplôme avec d’excellents résultats. Il fait partie du programme Frank Knox à Harvard où il étudie la philosophie et l’histoire. Il retourne ensuite à Cambridge où il obtient un doctorat en biochimie en 1967 et fait partie du Clare College. Il devient chercheur à la Royal Society de Londres, puis part à Hyderabad en Inde où il exerce en tant que physiologiste principal pour les végétaux à l’Institut International de recherche sur les cultures des zones tropicales semi-arides (International Crops Research Institute for the Semi-Arid Tropics). Il vit dans l’ashram de Bede Griffiths (en), à Shantivanam, pendant un an et demi.
S’appuyant sur les travaux du philosophe français Henri Bergson, Sheldrake formule l’hypothèse selon laquelle la mémoire serait inhérente à toutes structures ou systèmes organiques. Bergson avait déjà contesté le fait que la mémoire personnelle et les habitudes se trouvaient dans le cerveau, mais Sheldrake va plus loin et avance que les formes corporelles et les instincts, bien qu’exprimés à travers les gènes, n’y trouvent pas leurs origines. Il propose au contraire l’hypothèse selon laquelle les organismes se développent sous l’influence d’organismes similaires antérieurs grâce à un mécanisme qu’il nomme la « résonance morphique ».
En avril 2008, lors d’une conférence à l’hôtel La Fonda à Santa Fe au Nouveau-Mexique à l’occasion de la 10e Internationale annuelle sur les Sciences et la Conscience, Sheldrake est poignardé à la jambe. Il s’est rétabli depuis. L’agresseur, Kazuki Hirano, d’origine japonaise, aurait poignardé Sheldrake croyant que ce dernier utilisait la télépathie pour contrôler son esprit. Il l'aurait suivi d’Angleterre jusqu’au Nouveau-Mexique pour lui demander de bloquer la télépathie mentale quand il l’a poignardé. Sheldrake craint que, quand il sera relâché et extradé au Japon, il ne continue à le traquer. Un tribunal de Santa Fe a considéré l'agresseur de Sheldrake comme étant malade psychiquement.

### Vie privée
Rupert Sheldrake est marié à Jill Purce, ils ont eu deux fils, le biologiste Merlin Sheldrake et le musicien Cosmo Sheldrake.

## Travaux

### Une Nouvelle Science de la Vie
[source insuffisante]Dans son premier ouvrage, Une Nouvelle Science de la Vie : l’Hypothèse de la Résonance Morphique, Sheldrake propose l’idée suivante : les phénomènes, en particulier biologiques, sont d’autant plus probables qu’ils se produisent souvent et de ce fait la croissance et le comportement biologiques s’inscrivent dans des schémas établis par d’autres évènements similaires précédents, une forme de Lamarckisme. Il suggère que ceci est à la base de nombreux aspects scientifiques, de l’évolution aux lois de la nature, et que ces dernières seraient ainsi des habitudes mutables qui ont évolué depuis le Big Bang.
À sa sortie, cet ouvrage fait l’objet de débats dans des publications scientifiques et religieuses variées et reçoit des critiques mitigées. Puis en 1981, le journal Nature publie un éditorial intitulé : « Un livre à brûler ? » écrit par son principal éditeur John Maddox. Il y écrit : 
« L’étude de Sheldrake est un exercice pseudoscientifique. Beaucoup de lecteurs penseront qu’il a réussi à trouver une place pour la magie dans les débats scientifiques, et c’est sûrement l’un des objectifs de l’écriture d’un tel ouvrage. »
Les critiques de Maddox provoquent ce qu’Anthony Freeman qualifie de « tempête de controverses ». Dans une parution ultérieure, Nature publie plusieurs lettres en désaccord avec la position de Maddox concernant Sheldrake. Le journal New Scientist remet alors en cause l’abandon par Nature de la méthode habituellement utilisée dans le monde scientifique du « procès par éditorial ».
Selon Freeman, « la fureur provoquée par l’attaque de Nature [et l'obstination de Maddox] ont mis fin à la carrière académique de Sheldrake et ont fait de lui la persona non grata de la communauté scientifique ». En 1994, dans un documentaire de la BBC sur la théorie de Sheldrake, Maddox développe son point de vue : « La théorie de Sheldrake n’est pas scientifique. Sheldrake met en avant la magie plutôt que la science, ce qui est condamnable avec les mots utilisés par le Pape lui-même pour condamner Galilée et pour les mêmes raisons : c’est une hérésie ».

### La Mémoire de l’Univers
La Mémoire de l’Univers : Résonance Morphique et les habitudes de la nature (1988) met en avant la résonance morphique, un aspect de l’hypothèse de la « causalité formative » introduite par Sheldrake dans Une Nouvelle Science de la Vie.
Sheldrake y écrit : « Puisque ces organismes précédents sont plus similaires entre eux qu’identiques, lorsqu’un organisme ultérieur est sous leur influence collective, ses caractéristiques morphogénétiques ne sont pas précisément définies ; elles se composent plutôt d’une combinaison de formes similaires ayant déjà existé. Ce processus est semblable à la photographie composite, dans laquelle une photo « standard » est créée grâce à la superposition de plusieurs images analogues. Les caractéristiques morphogénétiques sont des structures de « probabilité » dans lesquelles l’influence des types passés les plus répandus se combinent pour augmenter la probabilité que ces types réapparaissent ».
Pour appuyer son hypothèse, Sheldrake cite la reproduction de l’expérience sur des rats dans un labyrinthe aquatique de William McDougall et la reproduction par Mae-Wan Ho de l’expérience de Conrad Hal Waddington sur des drosophiles, ainsi que plusieurs expériences psychologiques impliquant l’apprentissage humain (aucune de ces dernières n’a été réitérée). Sheldrake soutient qu’un certain nombre d’anomalies biologiques sont résolues grâce à la résonance morphique, notamment la mémoire personnelle (qui, sans quoi, requiert l’existence d’un mécanisme de stockage d’information élaboré dans le cerveau), l’atavisme et l’évolution parallèle. Il soutient que l’existence de caractéristiques organisatrices, avec ou sans mémoire inhérente, expliquerait des phénomènes allant du comportement social coordonné entre insectes, aux vols d’oiseaux et aux bancs de poissons en passant par la régénération de membres coupés chez les salamandres ou la sensation de membre fantôme chez les amputés. Dans ce dernier cas, les caractéristiques organisatrices du membre resteraient présentes même après la disparition du membre lui-même.

### Sept expériences qui pourraient changer le monde
En 1994 Sheldrake dresse une liste de Sept Expériences qui pourraient changer le monde, qui comporte entre autres, la base de son étude Ces chiens qui attendent leur maître (1999). Dans Sept expériences…, il encourage des gens inexpérimentés dans son domaine à contribuer à la recherche scientifique et soutient que des expériences scientifiques similaires aux siennes peuvent être menées avec de très petits budgets.

### La sensation d’être observé par quelqu’un
En 2003 Sheldrake publie La sensation d’être observé par quelqu’un sur l’effet psychique du regard ou scopesthésie, comprenant une expérience au cours de laquelle des sujets aux yeux bandés doivent deviner si on les regarde eux ou d’autres cibles. Il rapporte qu’en une dizaine de milliers d’essais, les résultats sont systématiquement supérieurs à 60 % quand le sujet est effectivement regardé mais n’atteignent que les 50 % (hasard) lorsque le sujet n’est pas regardé. Ces résultats suggèrent une faible capacité à ressentir le regard de quelqu’un, mais aucune capacité à ressentir le fait de ne pas être observé. Il affirme aussi que ces expériences ont été largement répétées, dans des écoles du Connecticut et de Toronto et dans un musée des sciences à Amsterdam avec des résultats comparables.
Ces résultats sont néanmoins critiqués par l'AFIS.

### Controverses sur les résultats expérimentaux

#### Tests sur la formation causative
En 1990 Sheldrake et le neurobiologiste Steven Rose mènent ensemble une expérience afin de tester l’hypothèse de la résonance morphique. L’expérience consiste à entraîner des poussins d’un jour à réagir négativement à une petite lumière jaune quand elle est suivie, à un intervalle de 30 minutes, par une injection causant une maladie temporaire. Au fur et à mesure, les poussins commencent à rechigner à répondre au stimulus à nouveau. Sheldrake prédit que les lots successifs de poussins d’un jour deviendront progressivement plus réticents à répondre au stimulus pour la première fois, car la résonance morphique leur permettra de « se souvenir » de l’expérience des générations précédentes de poussins. Rose prévoit en revanche que ce ne sera pas le cas.
Rose écrit que plusieurs scientifiques et lui-même ont conclu à l’absence de preuves appuyant l’hypothèse de la résonance morphique après avoir revu les résultats. De son côté, Sheldrake affirme que le nombre de poussins qui prennent plus de 10 secondes à réagir au stimulus augmente progressivement dans les lots successifs de poussins testés, ce qui soutient sa théorie.
Dans un autre article, Rose répond qu’il y a plusieurs détails portant à confusion dans l’expérience, ce qui fausse les résultats. L’amélioration de la technique de l’expérimentateur avec la pratique en est un exemple. Rose affirme qu’il n’y a pas eu de tendance à l’augmentation du temps de réaction mais plutôt une légère diminution, ce qui infirme l’hypothèse de Sheldrake. Dans une analyse indépendante des données, le biologiste Patrick Bateson s'accorde avec Rose sur le fait que les résultats démentent l’hypothèse de la résonance morphique.
Sheldrake répond que l’analyse de Rose omet une partie considérable des données, faussant ainsi les résultats. Il soutient que la même analyse faite avec toutes les données montre que la tendance est en fait considérablement différente et que la théorie de la résonance morphique est vérifiée et non pas démentie.

#### Tests sur la sensation d’être observé par quelqu’un
Dans le Skeptical Inquirer en 2000, David Marks et John Colwell critiquent les procédures expérimentales développées par Sheldrake pour les tests destinés à démontrer sa théorie de la sensation d’être regardé. Au-delà du fait que Sheldrake encourage la participation de personnes sans expérience pour sa recherche, Marks et Colwell suggèrent que les séquences utilisées dans les tests suivent les mêmes schémas que ceux que les gens qui jouent et parient aiment suivre. Ces schémas d’estimations comportent relativement peu de modèles constants. L’absence de caractère aléatoire est une des sept failles de la recherche parapsychologique identifiées par Marks[réf. souhaitée].
Dans Scientific American (2005), Michael Shermer écrit qu’il y a un nombre d’objections à faire aux expériences de Sheldrake sur l’impression d’être regardé par quelqu’un. Il y répète les critiques faites par Marks et Colwell sur l’absence de caractère aléatoire et la participation de gens non expérimentés en la matière, ajoutant le biais de confirmation d'hypothèse et le biais expérimentateur à la liste de problèmes potentiels ; il conclut que la thèse de Sheldrake est non réfutable.

### Critiques de ses travaux
Les idées de Sheldrake ont suscité de nombreuses critiques au sein de la communauté scientifique.
Dans son Skeptic’s Dictionary, Robert Todd Carroll écrit dans un article très critique sur la théorie de la résonance morphique que « bien qu’il inspire le respect en tant que scientifique de par son éducation et ses diplômes, il a clairement abandonné la science conventionnelle pour se tourner vers la pensée magique ».

### Œuvres traduites en français
- Une nouvelle science de la vie : l'hypothèse de la causalité formative (A New Science of Life: The Hypothesis of Morphic Resonance, 1981), Éditions du Rocher (19 juin 2003), coll. « Sciences Humaines », 233 pages
- La Mémoire de l’Univers (The Presence of the Past: Morphic Resonance and the Habits of Nature, 1988), traduction Paul Couturiau, Éditions du Rocher (14 octobre 2002), coll. « Esprit Matière », 370 pages
- Trialogues aux confins de l'Occident : chaos, créativité et re-sacralisation du monde (Trialogues at the edge of West, 1989), avec Ralph Abraham et Terence McKenna, trad., Editions Saint-Michel, 1993, 237 pages
- L’Âme de la nature (The rebirth of nature, 1991), traduction Paul Couturiau, éd. Albin Michel (3 mai 2001), coll. « Espaces libres », 277 pages
- Sept Expériences qui peuvent changer le monde : petit guide pratique de la science révolutionnaire (Seven Experiments that could change the world, 1994), Éditions du Rocher (21 avril 2005), coll. « Documents », 265 pages
- Les Pouvoirs inexpliqués des animaux (Dogs that know when their owners are coming home and other unexplained powers of animals, 1999), traduction Jérôme Bodin, éd. J'ai Lu, collection « Aventure secrète », (1er août 2005), 443 pages
- Le Septième Sens : les pouvoirs de l'esprit étendu (The sense of being stared at and other aspects of the extended mind, 2003), trad., Éditions du Rocher, 2004, 440 pages
- Réenchanter la science : une autre façon de voir le monde (The science delusion: freeing the spirit of enquiry, 2012), trad., éd. Albin Michel (septembre 2013), 450 pages

### Études sur Rupert Sheldrake
- Erik Pigani, PSI, Enquête sur les phénomènes paranormaux, Éditions Presses du Châtelet,  (ISBN 2-911217-60-8).
- Biography of Rupert Sheldrake .